# Hold Me (Farid Mammadov)
Hold Me is een single van de Azerbeidzjaanse zanger Farid Mammadov. Het was de Azerbeidzjaanse inzending voor het Eurovisiesongfestival 2013 in Malmö, Zweden. Met het nummer werd de tweede plaats behaald. Het nummer is geschreven door John Ballard en Ralph Charlie. Ook heeft Mammadov een Turkse versie van het nummer gemaakt, genaamd Bana dönsen.